# Pseudobiloculina
Pseudobiloculina es un género de foraminífero bentónico considerado un sinónimo posterior de Pyrgo de la subfamilia Miliolinellinae, de la familia Hauerinidae, de la superfamilia Milioloidea, del suborden Miliolina y del orden Miliolida. Su especie tipo era Biloculina oblonga. Su rango cronoestratigráfico abarcaba el Holoceno.

## Clasificación
Pseudobiloculina incluía a la siguiente especie:
- Pseudobiloculina oblonga